# Siedlung und Gräberfeld am Viesenhäuser Hof

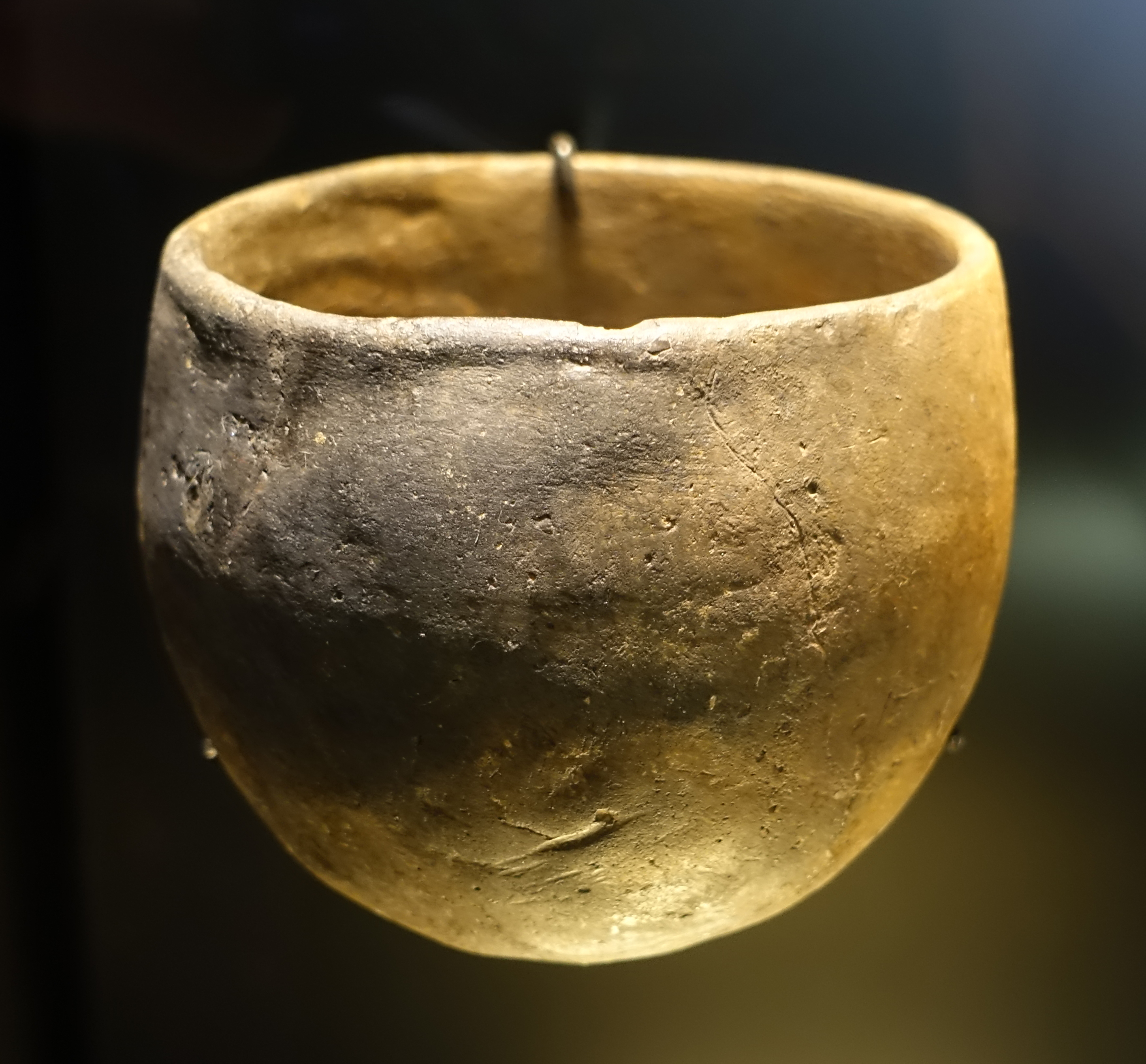
Gefäß der Linearbandkeramik aus dem Grabungsfund

Die Siedlung und das Gräberfeld am Viesenhäuser Hof sind ein archäologischer Fundplatz bei Stuttgart-Mühlhausen.
An diesem Standort wurden bereits 1860 erste Funde verzeichnet. Umfangreiche weitere Lesefunde wie Mikrolithen, metallzeitliche sowie mittelalterliche Scherben und römische Funde, und die Öffnung einer neolithischen Wohnstätte im Jahr 1920 erlaubten Einblicke in die frühe Besiedelung.

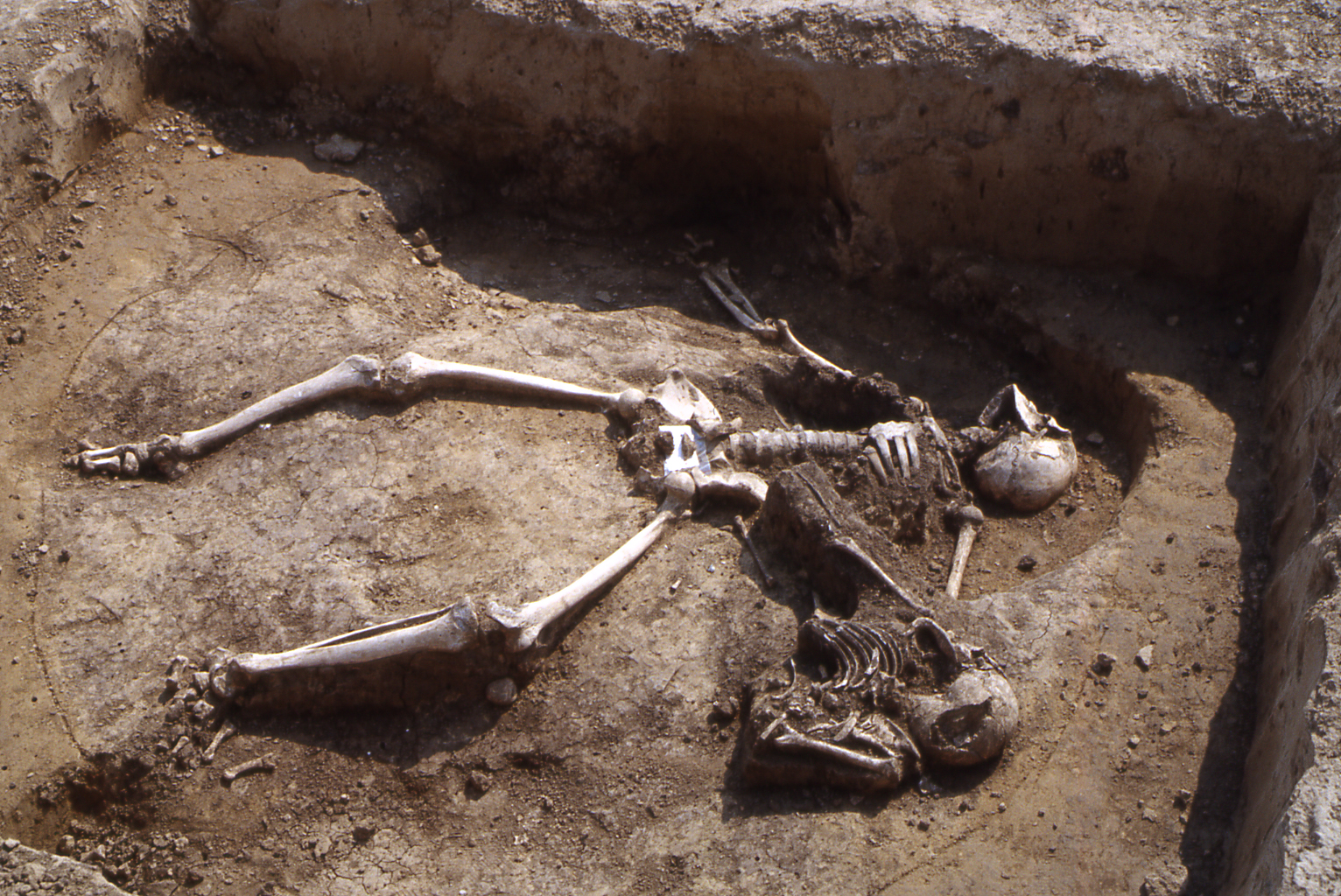
Bestattungen auf dem Gräberfeld am Viesenhäuser Hof, Ausgrabung 1982

In den 1980er und 1990er Jahren wurden nördlich von Mühlhausen großflächige archäologische Ausgrabungen durchgeführt, die Reste einer Siedlung und eines Gräberfeldes der Linearbandkeramik sowie des Mittelneolithikums (Großgartacher Kultur) aufgedeckt haben.
Im Fundmaterial der Siedlung liegen Keramikscherben der frühneolithischen  La-Hoguette-Gruppe vor. Im Fundmaterial liegen auch bemerkenswerte figürliche Darstellungen, so eine Tierfigur oder ein Vorratsgefäß mit einer Stierkopfapplike vor.
Am Nordrand der Siedlung fanden sich mittelneolithische Hausgrundrisse.

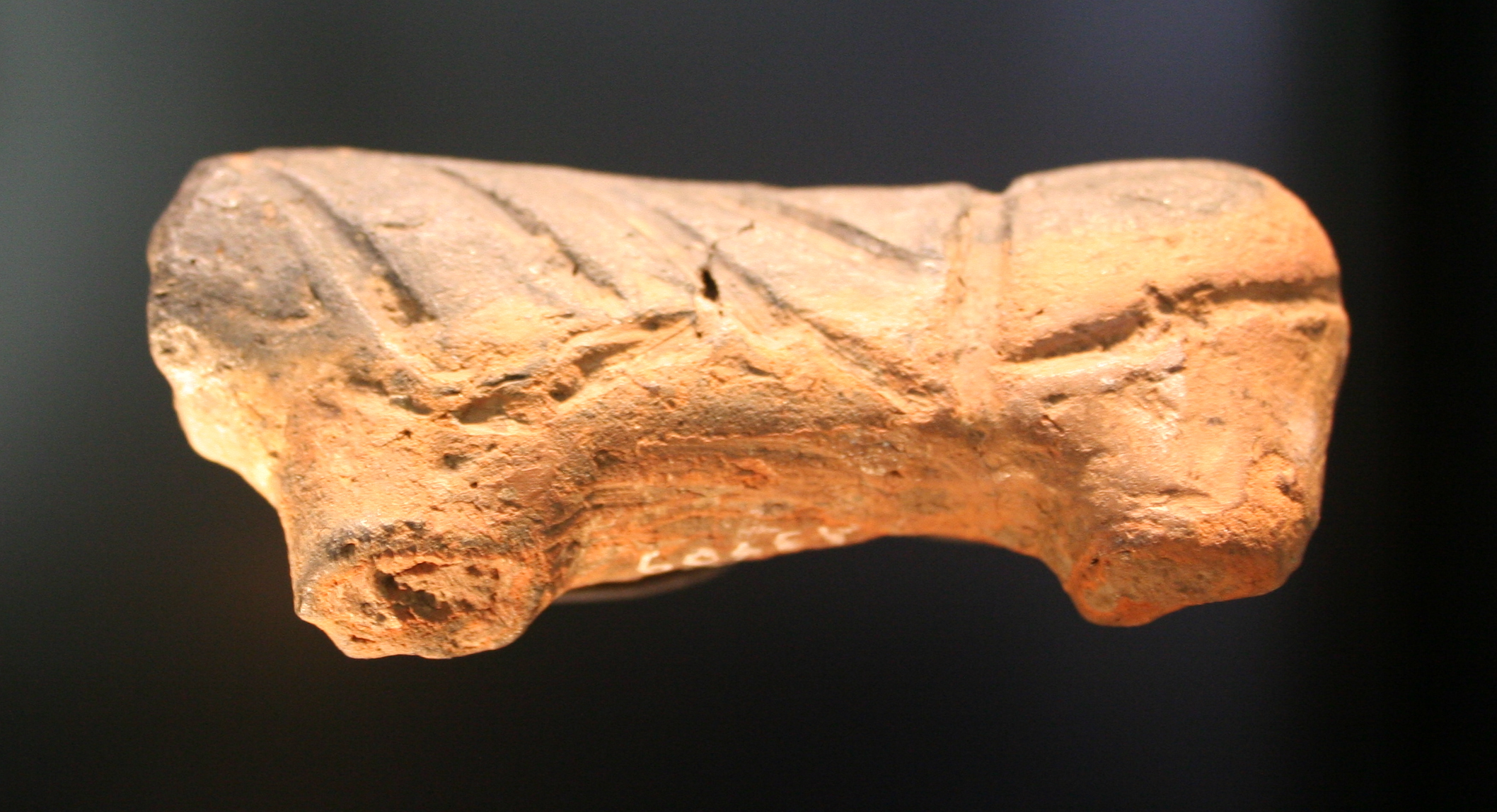
Tierfigur der LBK
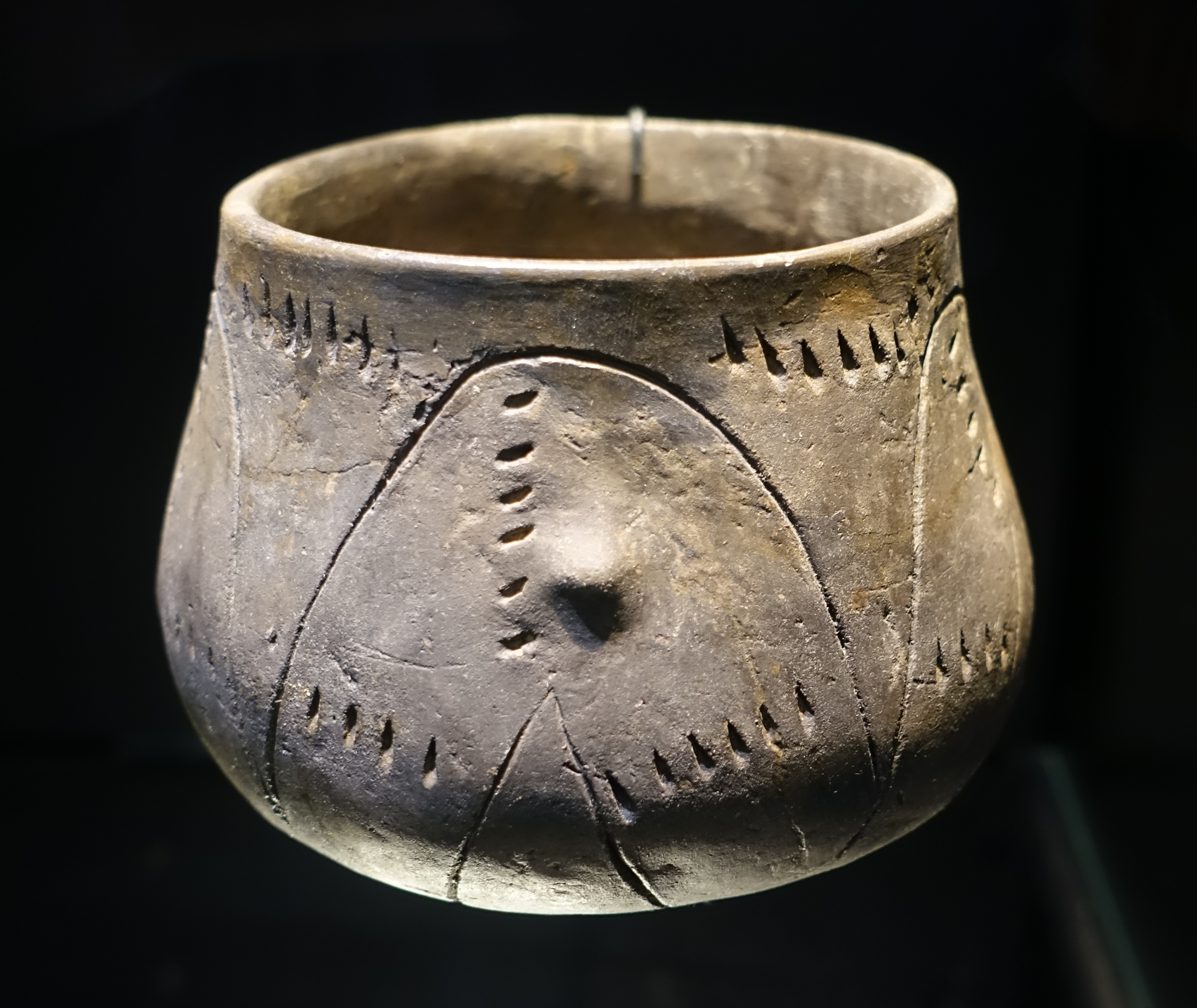
Gefäß der LBK
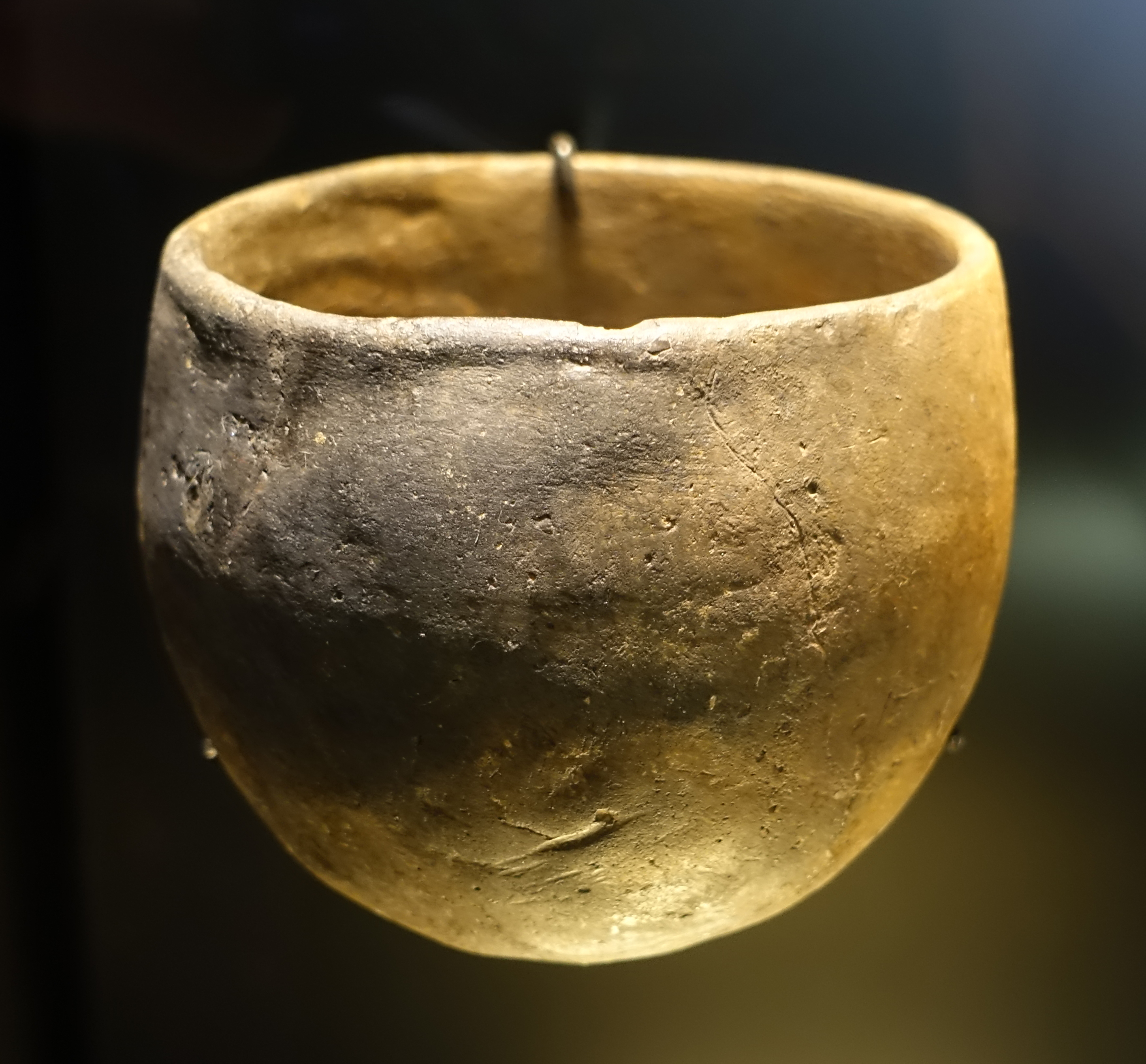
Gefäß der LBK
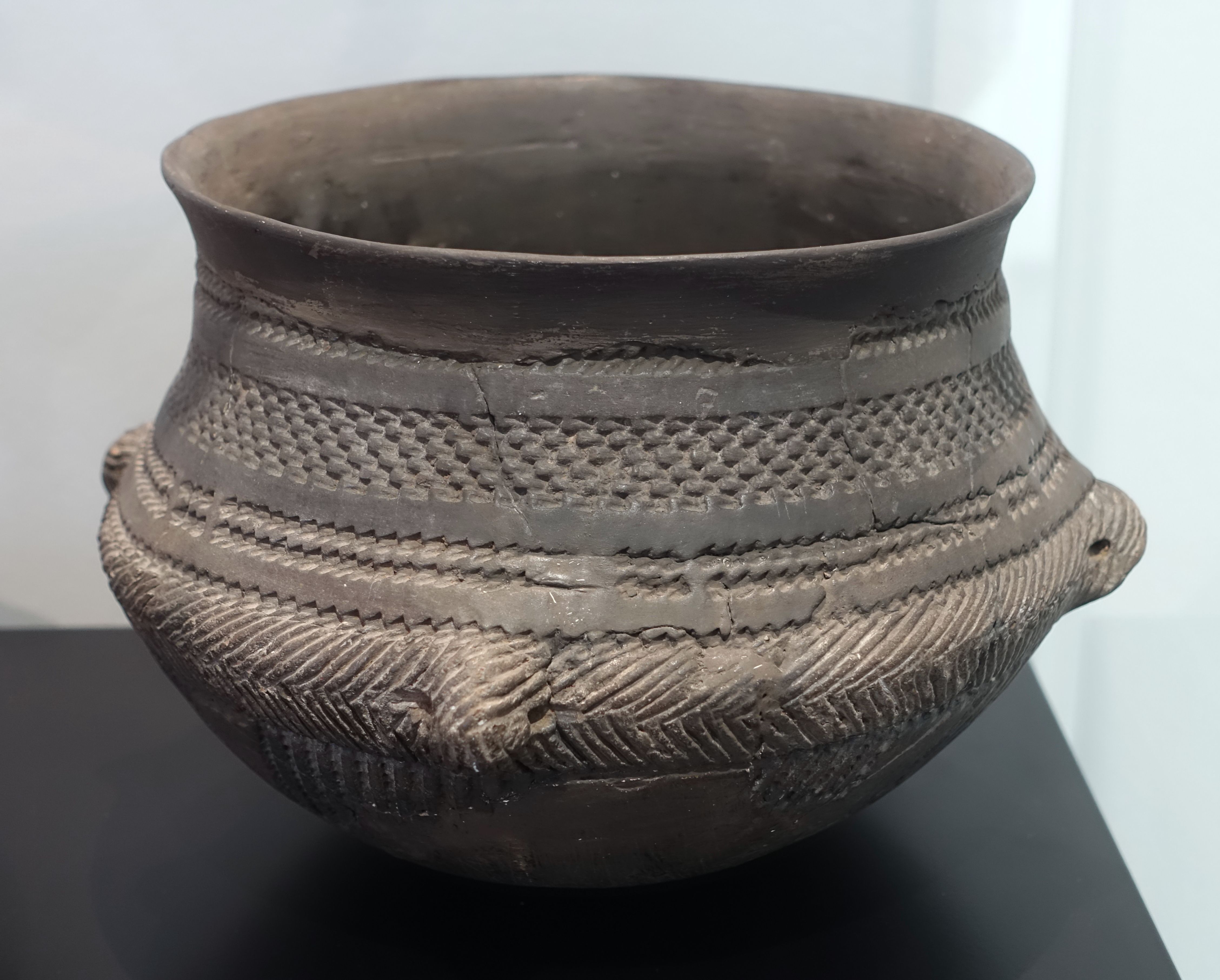
mittelneolith. Gefäß

Weniger Beachtung fanden bisher die bronzezeitlichen Siedlungsfundstellen der Urnenfelderzeit mit Gruben, Haus- und Siedlungsstrukturen.
Die archäobotanische Untersuchung zweier Gruben ergab, dass eine vorwiegend mit Wildkräutern, die andere vorwiegend mit Kulturpflanzen (Getreide) gefüllt war. Emmer und Einkorn überwogen bei den Kulturpflanzen, aber auch die zu jener Zeit seltenen Sorten Nacktweizen (Triticum aestivumldurum) und Mehrzeilige Gerste (Hordeum vulgare) wurden gefunden. Es wurde auch deutlich, dass die Gruben sich ergänzten, indem eine der Vorratshaltung und die andere als Abfallgrube diente.
Die Untersuchung zweier unterschiedlich alter Gräberfelder am Standort mit Strontiumisotopenanalyse ergab, dass in früherer Zeit eine größere Migration bestand als in jüngerer Zeit. Ebenso werden die Ernährungsquellen zunehmend ortsnah eingeschätzt, was Rückschlüsse auf vermehrte Haustierhaltung zulässt.